# Catara

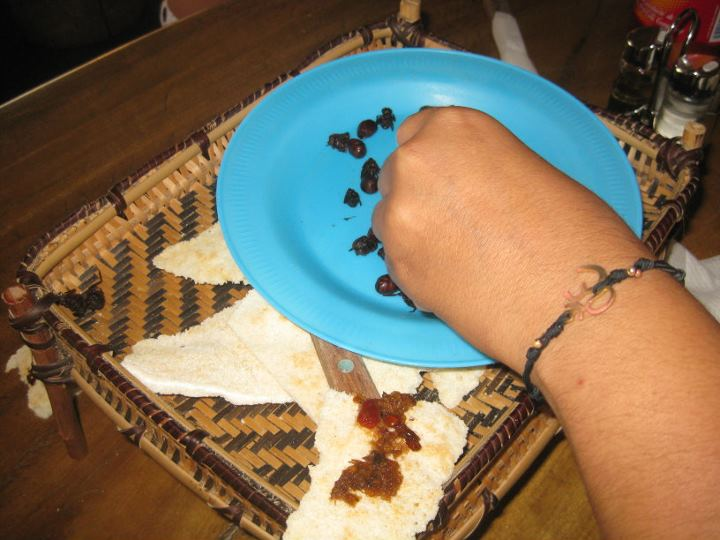
Bachacos culones servidos en un plato plástico y casabe con catara untada

La catara o katara es una especie de salsa picante, común entre los indígenas de la Selva Amazónica, preparada a base de las colas de un tipo de hormigas de gran tamaño abundantes en la región, llamadas "bachacos" que se cocinan en zumo de mandioca (yuca) y especias.

## Características

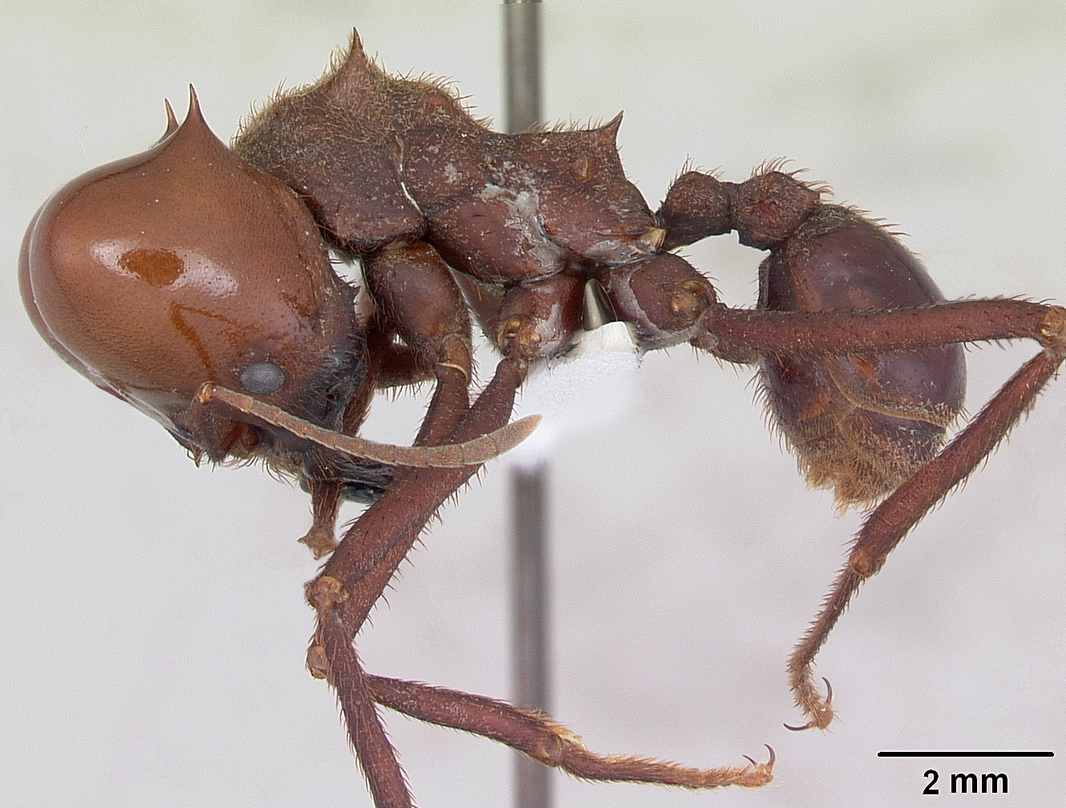
Bachaco culón.

La catara es el zumo cocido de la yuca amarga, la cual es exprimida en sebucanes hechos a base de hoja de palma, también se le llama yare, una vez obtenido el jugo, es mezclado con el resto de los ingredientes, a saber: cebollino, ajoporro, apio de España, sal y bachaco culón (Atta laevigata).
La textura de este picante es granulada y se le atribuyen cualidades afrodisíacas. La sensación de picor la produce el acido formico que usa el bachaco para defenderse.
La catara típica propia de los indígenas amazónicos venezolanos, se elabora a base de bachacos culones o bachacos reina, mezclados con zumo de yuca dulce o yare, como también se le conoce sin ningún otro ingrediente. Dependiendo de la etnia que lo produce, también se le suele agregar ají picante tipo tornillito o tipo cerecita, en algunos casos ají chirelito o chirel.
Es un reto al paladar para quien visita el Amazonas. En los últimos años su consumo en Venezuela se ha popularizado un poco, por lo que es muy probable que si visitan otra región del país puedan conseguirlo.
Es un producto exclusivo y fabricado artesanalmente en el estado Amazonas venezolano. Actualmente se comercializa con los siguientes nombres: Catara el Murupí, Catara Doña Flora, Catara Doña Elena, Catara chichiguache, Catara el Encanto y Catara el Maguari. Simón Bolívar acostumbraban a almorzar con este picante a base de colas de bachaco.
Normalmente se sirve por separado en los platos de comida de estas zonas.